# Comisión Atlética de Nueva York
La Comisión Atlética de Nueva York o NYSAC, también conocida como la New York State Athletic Commission, es una división del Departamento de Estado del Estado de Nueva York que regula todos los combates y exhibiciones de combate sin armas dentro del estado de Nueva York, incluidas las licencias y la supervisión de promotores, boxeadores, luchadores profesionales, segundos, oficiales de cuadrilátero, gerentes y casamenteros. En 2016, el NYSAC estuvo autorizada para supervisar todas las peleas de artes marciales mixtas en Nueva York.
La comisión tiene su sede en la ciudad de Nueva York. 

## Rivalidad con la NBA
La NYSAC fue fundada en 1920, cuando la Ley Walker legalizó el boxeo profesional. La Asociación Nacional de Boxeo (NBA) fue establecida en 1921 por otros estados de EE. UU. Para contrarrestar la influencia de la NYSAC. La NYSAC y la NBA reconocían a diferentes boxeadores como Campeones mundiales, especialmente desde 1927 hasta 1940. En 1962, la NBA se autonombró como Asociación Mundial de Boxeo, y en 1963 la NYSAC apoyó la formación del Consejo Mundial de Boxeo.

## Reglas y regulaciones (pasado y presente)

### Pesos y clases (1929).
| Clase              | Peso (libras) | Peso (kg) |
| ------------------ | ------------- | --------- |
| Peso mosca junior  | 109           | 49.4      |
| Peso mosca         | 112           | 50.8      |
| Peso gallo junior  | 115           | 52.2      |
| Peso gallo         | 118           | 53.5      |
| Peso pluma junior  | 122           | 55.3      |
| Peso pluma         | 126           | 57.2      |
| Peso ligero junior | 130           | 59.0      |
| Ligero             | 135           | 61.2      |
| Peso wélter junior | 140           | 63.5      |
| Peso wélter        | 147           | 66.7      |
| Peso medio         | 160           | 72.6      |
| Peso semipesado    | 175           | 79.4      |

### Reglas de boxeo de la New York State Athletic Commission (comisión atlética del estado de Nueva York)
(Como fue publicado en Self-Defense Sporting Annual 1929, pág. 14.)

### Árbitro
- El árbitro tendrá potestad: 
  - (a) Para emitir el tercer voto, en cuyo caso los tres votos tendrían el mismo valor. En caso de que coincidan dos votos, el resultado sería reajustado. En caso de que todos los votos estén en desacuerdo, la competencia se declarará empate.
  - (b) Para detener un combate o contienda en cualquier momento y formar parte de la decisión si hay parcialidad.
  - (c) Para detener un combate o pelea si considera que los competidores no siguen las reglas. Dándose el caso, puede descalificar a uno o ambos competidores.
  - (d) Descalificar a un competidor que cometa una falta y otorgar la decisión al contrario.
- El árbitro no deberá tocar a los boxeadores que compitan, a menos que uno o ambos competidores obedezcan la orden de "separarse".
- Cuando un competidor está "en el suelo", el árbitro y el cronometrador deben comenzar inmediatamente a contar los segundos e indicar el conteo con un movimiento de brazos. Si el contendiente no se levanta antes de contar diez, el árbitro lo declarará perdedor.
- Si un competidor que está "en el suelo" se levanta antes de que alcance el conteo de diez y se tira intencionalmente, sin ser golpeado, el árbitro y el cronometrador continuarán el conteo donde quedó.
- Si un participante abandona el cuadrilátero durante su período de descanso de un minuto entre asaltos y no está en el cuadrilátero al momento de sonar la campana para reanudar el combate, para el árbitro él se encuentra "en el suelo".
- Si un competidor se ha caído, su oponente se retirará a la esquina más alejada y permanecerá allí hasta que se complete el conteo. Si no lo hace, el árbitro y el cronometrador pueden dejar de contar hasta que se haya retirado.
- El árbitro podrá formular normativas que surjan durante una competencia que no hayan sido formuladas específicamente por estas reglas.

### Jueces
- Dos jueces estarán situados en lados opuestos del cuadrilátero. Las decisiones de los jueces se basarán principalmente en la efectividad, teniendo en cuenta los siguientes puntos: 
  - 1. Un golpe directo y contundente, en cualquier parte vulnerable del cuerpo por encima del cinturón, debe acreditarse en proporción a su efecto en el oponente.
  - 2. La intensidad es lo siguiente en importancia y los puntos deben otorgarse al participante que mantiene la acción en un asalto por el mayor número de ataques hábiles.
  - 3. El trabajo defensivo es muy importante y se deben otorgar puntos al evitar o bloquear un golpe de forma inteligente.
  - 4. Los puntos deben ser otorgados cuando el dominio sea visible en el cuadrilátero. Comprende puntos tales como la capacidad de captar y aprovechar rápidamente cada oportunidad ofrecida, la capacidad de hacer frente a todo tipo de situaciones que puedan surgir; prever y neutralizar el método de ataque de un contrincante; forzar a un oponente a adoptar un estilo de boxeo en el que no es particularmente hábil.
  - 5. Es aconsejable descontar puntos cuando un competidor demora persistentemente en una acción en la competencia para dominar y por falta de intensidad.
  - 6. Los puntos deben ser descontados por una falta a pesar de no ser intencional y de que no justifique descalificación.
  - 7. El contendiente debe recibir mérito por sus acciones deportivas en el cuadrilátero, por su estrecha adhesión al espíritu deportivo y al cumplimiento de las reglas y por abstenerse de tomar ventaja técnica de las situaciones injustas para con su oponente.
  - 8. Para llegar a una decisión definitiva, deben observarse todos los puntos y anotarse cuidadosamente a medida que avanza el combate, y la decisión se dirige al participante que obtiene la mayor cantidad de puntos efectivos, independientemente del número de asaltos ganados o perdidos.
- Cuando ninguno de los participantes posea un margen de efectividad evidente, el ganador será determinado por sus puntuación e intensidad.

## Otras
- 01-06-1922: adopta la regla que prohíbe a boxeadores menores de 20 años participar en combates de más de seis asaltos. Informe de Wenatchee Daily World (Wenatchee, WA, EE. UU.).
- 08-01-1932: el Secretario Bert Stand anunció que Battling Battalino perdió su título mundial de peso pluma al subir a la balanza con sobrepeso de 135 libras, lo que provocó la primera deserción de un combate de boxeo en la historia del Madison Square Garden, la tarde del día que estaba programado el combate, y el "único paralelo en el boxeo moderno" desde la pelea por el título de 1927 de Charley (Phil) Rosenberg vs. el "peludo" Graham. Lew Feldman, el oponente asignado a Battalino, reclamó inmediatamente su título. New York Times